# هاري بتروورث
هاري بتروورث (1868 – 30 نوفمبر 1954) هو مبارز بالسيف من المملكة المتحدة راحل، مثّل بلاده في الألعاب الأولمبية الصيفية 1912.

## روابط رياضية
هاري بتروورث على موقع أوليمبيديا (الإنجليزية)